# 김동엽 (1990년)
김동엽(金東燁, 1990년 7월 24일~)은 KBO 리그 키움 히어로즈의 외야수, 지명타자이다. 그의 아버지는 전 KBO 리그 현대 유니콘스의 포수인 김상국이다.

## 미국 프로야구 시절

### 시카고 컵스시절
북일고등학교 졸업을 앞두고 2009년에 계약금 55만 달러의 조건으로 계약했다.
그러나 미국에 오자마자 어깨 부상으로 수술을 받아 싱글A에 머물렀고, 결국 2013년에 방출됐다. 또한 이 어깨 부상 때문에 김동엽 본인이 외야 수비를 할 때 좌투로 전향하려는 시도를 했을 정도로, 이 부상은 커리어 내내 그의 발목을 잡아 왔다.
2013년 7월에 귀국한 후 동년 9월부터 사회복무요원으로 대체 복무했다.

## 한국 프로야구 시절

### SK 와이번스시절
사회복무요원 소집 해제를 앞두고 2016년에 2차 9순위 지명을 받아 입단했다. 2016년 7월 26일 한화전에서 서캠프를 상대로 데뷔 첫 홈런을 기록했다. 2017년 5월 14일 KIA전에서 박지훈을 상대로 끝내기 홈런을 쳐 냈다.

#### 2018년 시즌
2할대 타율, 27홈런을 기록했다.

### 삼성 라이온즈시절
2018년 12월 7일 당시 넥센 히어로즈 소속이었던 고종욱, 삼성 라이온즈 소속이었던 이지영과 삼각 트레이드를 통해 이적했다. 먼저 고종욱과 그를 서로 맞바꾼 후 그가 이지영을 상대로 현재 팀으로 트레이드되는 방식으로 진행됐다. 이는 KBO 최초로 성사된 삼각 트레이드였다.

#### 2019년 시즌
2할대 타율, 6홈런, 25타점으로 부진했다.

#### 2020년 시즌
구단 내 최다 홈런(20홈런)과 첫 3할 타율을 기록했다.

#### 2022년 시즌
2022년부터 좌투로 전향했으나, 얼마 지나지 않아 우투로 회귀했다.

#### 2024년 시즌
페넌트레이스 개막 직전부터 박진만 감독은 김동엽, 김헌곤, 이성규를 향해 "크게 달라진 것이 없다"며 날선 비판을 날렸다.
이 비판이 나간 이후 김헌곤과 이성규는 외야에서 각성하며 팀에 힘을 보탰으나 김동엽은 내내 2군에 머물렀고, 결국 2024 시즌 후 삼성에서 방출됐다.

### 키움 히어로즈시절
2024년 11월 4일 키움 히어로즈로 이적했다.

## 에피소드
- 그의 등번호인 38번은 전 실업야구 조흥은행의 내야수이자 동명이인인 김동엽이 달았던 적이 있다.[10] 2022년에는 27번을 달았고[11], 프로 데뷔 직전까지는 20번을 달았다.[12]

## 출신 학교
- 천안남산초등학교
- 천안북중학교
- 북일고등학교

## 통산 기록
| 연도 | 팀명   | 타율  | 경기 | 타수 | 득점 | 안타 | 2루타 | 3루타 | 홈런 | 루타 | 타점 | 도루 | 도실 | 볼넷 | 사구 | 삼진 | 병살 | 실책 |
| ---- | ------ | ----- | ---- | ---- | ---- | ---- | ----- | ----- | ---- | ---- | ---- | ---- | ---- | ---- | ---- | ---- | ---- | ---- |
| 2016 | SK     | 0.336 | 57   | 143  | 19   | 48   | 8     | 0     | 6    | 74   | 23   | 2    | 1    | 5    | 1    | 41   | 3    | 0    |
| 2017 | SK     | 0.277 | 125  | 393  | 58   | 109  | 18    | 1     | 22   | 195  | 70   | 2    | 4    | 23   | 9    | 62   | 6    | 5    |
| 2018 | SK     | 0.257 | 124  | 421  | 58   | 106  | 15    | 0     | 27   | 202  | 76   | 11   | 2    | 17   | 4    | 108  | 13   | 3    |
| 2019 | 삼성   | 0.215 | 60   | 195  | 15   | 42   | 4     | 1     | 6    | 66   | 25   | 2    | 1    | 12   | 2    | 47   | 2    | 1    |
| 2020 | 삼성   | 0.312 | 115  | 413  | 60   | 129  | 21    | 0     | 20   | 210  | 74   | 4    | 4    | 29   | 4    | 79   | 14   | 2    |
| 2021 | 삼성   | 0.238 | 69   | 185  | 20   | 44   | 9     | 0     | 4    | 65   | 24   | 2    | 1    | 10   | 4    | 42   | 2    | 1    |
| 2022 | 삼성   | 0.221 | 30   | 95   | 9    | 21   | 5     | 0     | 2    | 32   | 4    | 0    | 3    | 4    | 0    | 22   | 1    | 0    |
| 2023 | 삼성   | 0.255 | 69   | 165  | 20   | 42   | 7     | 0     | 5    | 64   | 18   | 1    | 1    | 13   | 2    | 29   | 8    | 1    |
| 2024 | 삼성   | 0.111 | 8    | 18   | 1    | 2    | 1     | 0     | 0    | 3    | 2    | 0    | 0    | 1    | 1    | 5    | 0    | 0    |
| 2025 | 키움   |       |      |      |      |      |       |       |      |      |      |      |      |      |      |      |      |      |
| 통산 | 10시즌 | 0.268 | 657  | 2028 | 260  | 543  | 88    | 2     | 92   | 911  | 316  | 24   | 17   | 114  | 27   | 435  | 49   | 13   |